# 多林镇
多林镇，是中华人民共和国青海省西宁市大通回族土族自治县下辖的一个乡镇级行政单位。

## 行政区划
多林镇下辖以下地区：
哈州社区、藏龙庄村、哈州村、口子庄村、马场庄村、上宽村、上浪加村、石头滩村、吴什庄村、下宽村和下浪加村。